# Половинное (озеро, Половинский район)
Полови́нное — горько-солёное озеро, расположенное на просторах Тобол-Ишимского междуречья, в центральной части Половинского района Курганской области, к юго-западу от озера Большой Невидим.

## Общие сведения
Площадь озера составляет 18,1 км², площадь водосбора  — 40,3 км². Высота над уровнем моря — 147 м. Длина озера около 6,5 км, ширина в центральной части достигает 4,1 км.

## Описание
Водоём имеет каплевидную форму, вытянутую в с северо-востока на юго-запад. Береговая линия слабо изрезана. Значительных притоков не имеет, питание озера происходит за счет атмосферных осадков и подземных вод. Берега низменные, местами заболоченные, встречаются солончаки. Дно илистое. По периметру водоема тянутся камышовые заросли. Летом озеро цветёт. На западном берегу озера находится районный центр, село Половинное, где организован пляж для отдыха. На северном берегу — деревня Дубровка. К северо-востоку лежат болота Займище и Долбленское Займище. В полноводные годы озеро Половинное соединяется водотоками с озёрами Яровым и Батыревым.
В озере водится окунь и карась. В апреле 2016 на озере Половинное случился замор, в результате чего к берегу прибило сотни дохлых рыб.